# Jairo Izquierdo
Jairo Izquierdo González (Santa Cruz de Tenerife, 22 ottobre 1993) è un calciatore spagnolo, centrocampista dell'Elche.

## Caratteristiche tecniche
È un esterno sinistro.

## Carriera
È cresciuto nel settore giovanile del Tenerife, squadra della sua città natale. Ha esordito in prima squadra il 5 settembre 2019 disputando l'incontro di Segunda División pareggiato 1-1 contro l'Huesca.